# Dariga Šakimova
Dariga Šakimova (20 novembre 1988) è una pugile kazaka.

## Palmarès

### Olimpiadi
- 1 medaglia:
  - 1 bronzo (Rio de Janeiro 2016 nei -75 kg)

### Giochi asiatici indoor
- 1 medaglia:
  - 1 bronzo (Hanoi 2009 nei -69 kg)